# Plebejus postcandalus
Plebejus postcandalus är en fjärilsart som beskrevs av Ruggero Verity 1937. Plebejus postcandalus ingår i släktet Plebejus och familjen juvelvingar. Inga underarter finns listade i Catalogue of Life.